# АЕС Гарільяно
АЕС Гарільяно — атомна електростанція першого покоління, розташованою в муніципалітеті Сесса-Аурунка (Казерта) Італія, з одним реактором на 160 МВт., чистої електричної потужності, що працює на слабо збагаченому урані, легкій воді, сповільненій та охолодженій за схемою BWR 1.

## Історія
Будувалась з 1 листопада 1959 року по 1 січня 1964 року за проектом інженера Ріккардо Моранді Національним електроядерним товариством (SENN Sp. A., яка на той час була частиною групи IRI - Finelettrica, а також спільною з Finmeccanica і Finsider) під егідою CNRN і з технологіями американської компанії General Electric, розпочала комерційну діяльність 1 червня 1964 року.

## Демонтаж
Після зупинки станції всі гідравлічні контури реактора були осушені, а після вивезення тепловиділяючих елементів з установки спустошено басейн, в якому вони зберігалися.
У 2007 році роботи з видалення азбесту з будівлі турбіни були завершені, а в 2008 році SOGIN відновив електричні, вентиляційні, дренажні системи та системи радіологічного моніторингу для відновлення азбесту. У 2009 році побудовано «холодну» та «гарячу» хімічні лабораторії. У 2010 році було завершено рекультивацію корпусу реактора від ізоляції, що містить азбест, а також видано наказ про екологічну відповідність (VIA) для «демонтажу – прискореного виведення з експлуатації для безумовного звільнення майданчика». У цьому відношенні ОВНС передбачає, що демонтаж не стосується корпусів реактора та турбіни, спроектованих інженером Ріккардо Моранді, оголошених італійською архітектурною спадщиною, як встановлено Міністерством культурної спадщини та діяльності.

## Поводження з радіоактивними відходами
У рамках управління та безпеки радіоактивних відходів у 1987 році було завершено видалення опроміненого палива з заводу, яке було передано до Англії для переробки та на депо Авогадро в Салуджії. Останній також призначений для передачі до Франції для переробки. Транспортування палива з депо Авогадро розпочалося в лютому 2011 року.

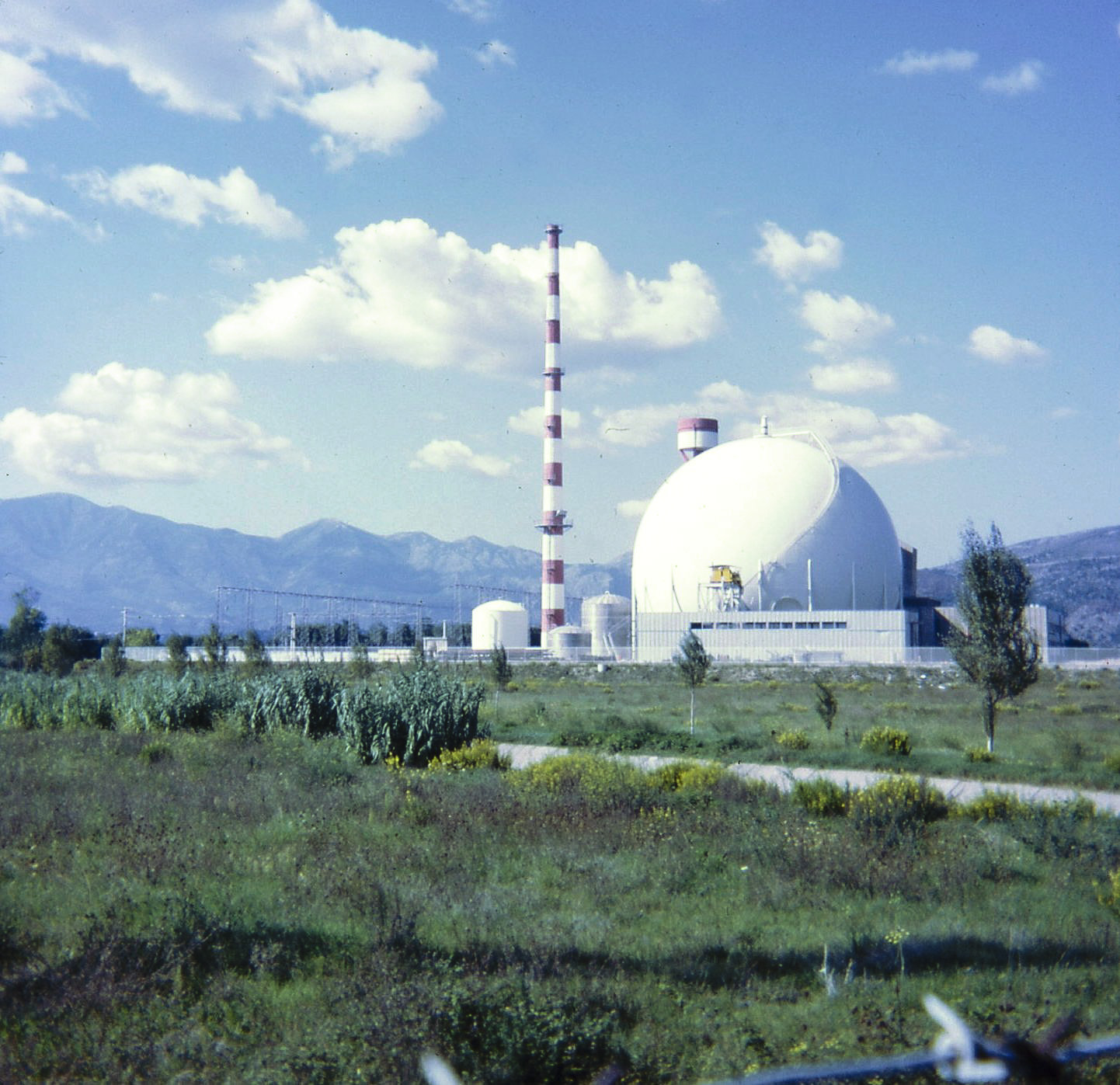
Панорамний вид з південного заходу.
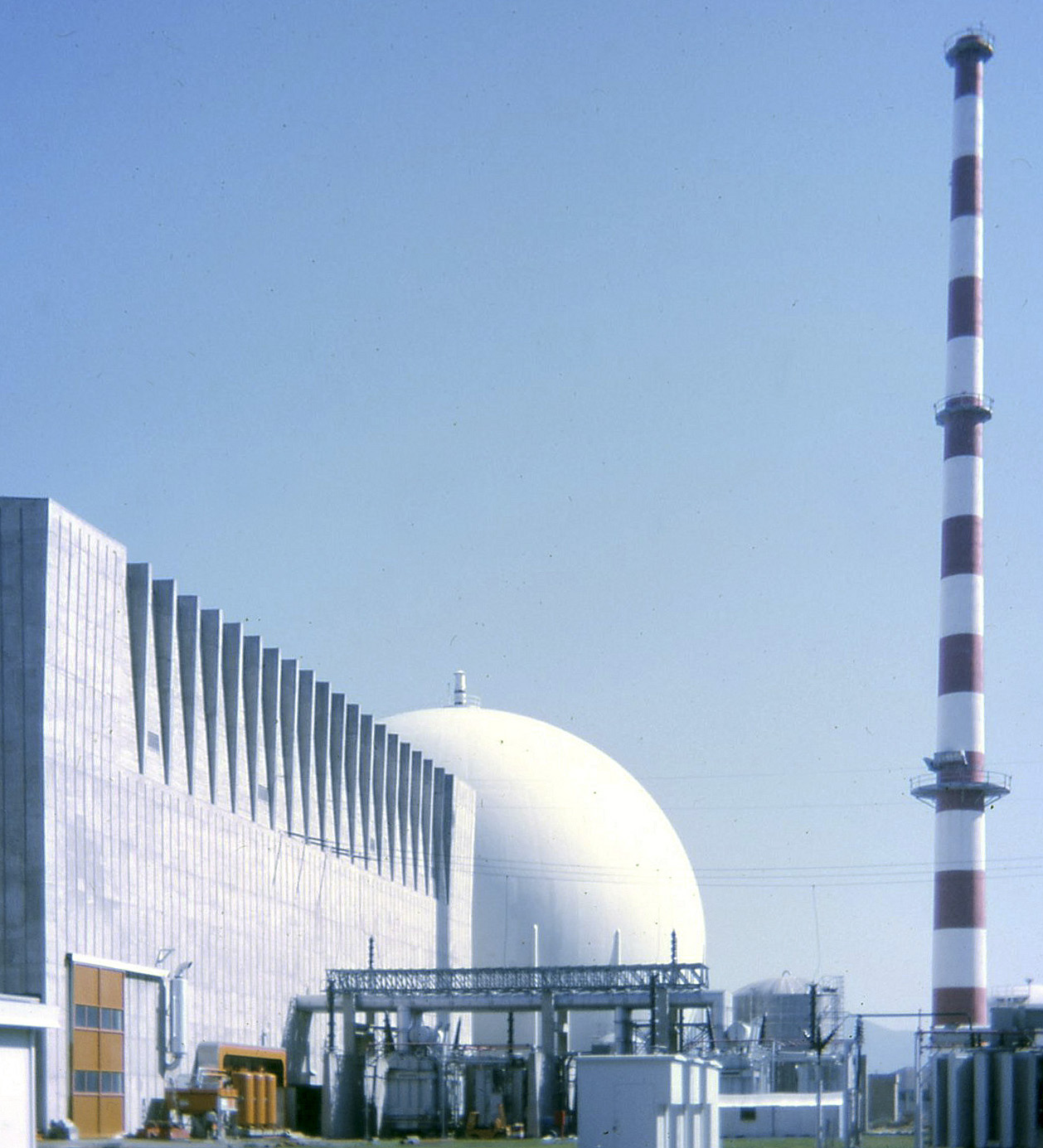
Ядерна електростанція Гарільяно (Італія). Контейнер та турбінний зал.